# هربرت شيللر
هربرت شيللر (بالإنجليزية: Herbert Schiller)‏ (5 نوفمبر 1919 - 29 يناير 2000)، عالم اجتماع ومؤلف وناقد وباحث، حصل على الدكتوراة من جامعة نيويورك عام 1960 وأصدر الكثير من الكتب التي كان له أثر كبير على تغيير الكثير من العقول.

## سيرته
حذر شيلر من اتجاهين رئيسيين في كتاباته وخطبه الكثيرة: الاستيلاء الخاص على الأماكن والمؤسسات العامة في المنزل، وهيمنة الشركات الأمريكية على الحياة الثقافية في الخارج، خصوصا في في الدول النامية. جعلته كتبه الثمانية ومئات المقالات في كل من المجلات العلمية والشعبية شخصية رئيسية في كل من بحوث الإتصال والنقاش العام حول دور وسائل الإعلام في المجتمع الحديث.
كان معروفًا على نطاق واسع بمصطلح "الوعي المعبأ" ، الذي يجادل بأن وسائل الإعلام الأمريكية مسيطر عليها من قبل عدد قليل من الشركات التي "تخلق وتعالج وتصقل وتترأس تداول الصور والمعلومات التي تحدد معتقداتنا ومواقفنا وسلوكنا في نهاية المطاف.
ضرب شيللر مثالا بشركة "تايم وانير المتحدة" وهي شركة إعلامية أمريكية متعددة الجنسيات وكتلة ترفيهية مملوكة لشركة AT&T ومقرها في مدينة نيويورك. تمتلك الشركة عمليات الأفلام والتلفزيون والكوابل؛ كمثال على الوعي المعبأ، مشيرًا إلى أنها "تهيمن بشكل أساسي على النشر والتلفزيون والتسجيلات والأشرطة وصناعة الأفلام.
تزوج من أمينة المكتبة والباحثة أنيتا شيلر. أبنائه زاك ودان. زاك شيللر محلل سياسات عامة، في ولاية أوهايو، ودان شيلر مؤرخ اتصالات في جامعة إلينوي في أوربانا شامبين.

## مؤلفات
- العيش في البلد رقم واحد
- ما بعد السيادة الوطنية
- المعلومات واقتصاديات الأزمة
- الاتصال العام والإمبراطورية الأمريكية
- المتلاعبون بالعقول (1973).